# 霍辅汉
霍辅汉（？—？），浙江钱塘（今浙江杭州）人，是一名清朝政治人物。监生出身。
霍辅汉曾于1682年接替蔺友芳任青浦县知县一职，1688年由张庚接任。